# (186728) 2004 CH2
(186728) 2004 CH2 — астероїд головного поясу, відкритий 12 лютого 2004 року.
Тіссеранів параметр щодо Юпітера — 3,526.